# رامز الأسود
رامز الأسود (15 أكتوبر 1976 -)، ممثل سوري.

## حياته
تخرج من المعهد العالي للفنون المسرحية قسم التمثيل عام 1998 شارك ممثلا في العديد من عروض فرقة المعهد العالي للفنون المسرحية بة دمشق بالإضافة للمشاركة في أول عمل أوبرالي في سورية عام 1995 و شارك ممثلا في العديد من عروض المسرح القومي بدمشق وعروض المسرح العسكري أيضا وممثل في فرقة مسرح الخريف المستقلة التي أسسها في دمشق عام 2006 شارك في تأليف وإخراج العرض المسرحي المنفردة لفرقة مسرح الخريف شارك في العديد من المهرجانات في أيطاليا وفي الولايات المتحدة الأمريكية وفي فرنسا
وهو الذي شارك ممثلاً في العديد من عروض فرقة المعهد العالي للفنون المسرحية بدمشق، وفي أول عمل أوبرالي في سورية 1995 وفي عروض المسرح القومي بدمشق وعروض المسرح العسكري بدمشق وهو مؤسس ومدير إداري وفني وممثل في فرقة مسرح الخريف المستقلة التي أسسها في دمشق 2006 وشارك في تأليف وأخرج العرض المسرحي المنفردة، لفرقة مسرح الخريف وممثلاً وضيفاً على مهرجان أمستردام المسرحي الـثاني عشر، ومهرجان طريق الحرير في ألمانيا ومهرجان المسرح للجامعات الأميركية بيروت، ومهرجان أيام عمان المسرحية 2006 ومهرجان ميدلاند الدولي للمسرح في تكساس بالولايات المتحدة الأمريكية 2006 حيث حاز على جائزة الامتياز في التمثيل لدوره في مسرحية حلم ليلة عيد، وفي مهرجان اسبلورا الدولي للمسرح المعاصر في مدينة بريشا، أيطاليا، ومهرجان أبوستروف الدولي للمسرح، براغ، مهرجان جيرونا الدولي للمسرح، إسبانيا، ومهرجان مونت لوريير الدولي للمسرح، كيبك، كندا.حاز على جائزة الامتياز في التمثيل في مهرجان ميدلاند الدولي للمسرح، الولايات المتحدة الأمريكية، 2006 وترشح لجائزة أفضل ممثل في مهرجان مونت لوريير الدولي للمسرح، كيبك، كندا، 2007 وحاز على جائزة أفضل ممثل بدور رئيسي في مهرجان ياكومو الدولي للمسرح، اليابان، 2007 و حاز كمخرج على جائزة أفضل عرض دولي، مهرجان ليفربوول الدولي للمسرح، نوفاسكوشا، كندا، أيار 2008 وشارك منذ العام 1998 في العديد من الأعمال الدرامية التلفزيونية والسينمائية السورية والعربية وهو أستاذاً مساعداً لمادة الليونة والحركة المسرحية في المعهد العالي للفنون المسرحية بدمشق 1999-2000 ودرَّس الدراما للأطفال في مدرسة الجالية الأميركية في دمشق وعضو نقابة الفنانين السوريين.

## أعماله
- (2024):ولاد بديعة بدور الوفا الشامي
- 2021: شتي يا بيروت
- الإمام أحمد بن حنبل مسلسل 2017 بدور شفيع
- مذنبون أبرياء مسلسل 2016 بدور سومر
- عناية مشددة مسلسل 2015 بدور معتصم
- بواب الريح مسلسل 2014 بدور طوني الكركوزاتي
- نساء من هذا الزمان مسلسل 2014
- طوق البنات مسلسل عام 2014 بدور عباس
- حمام شامي مسلسل 2013 بدور أبو العناتر
- حارة الطنابر مسلسل عام 2013 بدور عكر
- زمن البرغوت الجزء الثاني مسلسل عام 2013 بدور صفوان
- سوبر فاميلي مسلسل عام 2013
- طاحون الشر مسلسل عام 2012 بدور أبو جوهر
- الشبيهة مسلسل عام 2012
- ما بتخلص حكاياتنا مسلسل عام 2012
- يوميات مدير عام الجزء الثاني مسلسل عام 2011
- دليلة والزيبق مسلسل عام 2011 بدور سالم
- الزعيم مسلسل عام 2011 بدور عزو الفوال
- المنفردة مسرحية عام 2011 (مخرج)
- معاوية و الحسن و الحسين مسلسل عام 2011 بدور عبد الله بن عمرو
- أسعد الوراق مسلسل عام 2010
- حارة الياقوت مسلسل عام 2010
- كيلوباترا مسلسل عام 2010
- أنا القدس مسلسل عام 2010 بدور إسحاق
- باب الحارة الجزء الخامس مسلسل عام 2010 بدور أبو ذراع
- رايات الحق بدور فردان
- بيت جدي2 (شام العدية) مسلسل عام 2009 بدور زكو
- حراس الصمت مسلسل عام 2009
- باب الحارة الجزء الرابع مسلسل عام 2009 بدور أبو ذراع
- بيت جدي مسلسل عام 2008 بدور زكو
- أهل الراية مسلسل عام 2008 بدور دياب
- بهلول مسلسل عام 2008
- التجلي الأخير لغيلان الدمشقي فيلم عام 2008
- رسائل حب و حرب مسلسل عام 2007 بدور لؤي أمير
- خالد بن وليد الجزءالثاني مسلسل عام 2007
- باب الحارة مسلسل عام 2006 بدور أبو ذراع
- إنتقام الوردة مسلسل عام 2006
- أسد الجزيرة مسلسل عام 2006 بدور اللورد كيزون
- خالد بن الوليد مسلسل عام 2006 بدور الوليد بن الوليد
- نزار قباني مسلسل عام 2005
- الظاهر بيبرس مسلسل عام 2005 بدور هيثوم
- البطريق فيلم قصير عام 2005
- أبيض أبيض مسلسل عام 2001
- آمرلی مسلسل عام 2023

- سحر الشرق مسلسل عام 2001

## أشهر أعماله عام 2013
يؤدي الفنان رامز أسود ثلاثة أعمال تعرض في رمضان القادم، أولها مسلسل حمام شامي فيقول : أجسد شخصية أبو العناتر وهو شاب قوي ولكنه يتمتع بالطيبة حيث يعيش في الحارة، يبحث عن طفل ذكر بعد عدة بنات... ويقوم ببعض المشاكل في الحارة أبو العناتر غير مكروه من الناس، وكثيرا ما يجد رجال الحارة مبررات لتصرفاته، وستكون شخصية محببة للجمهور
وأضاف أسود إنه يشارك في الجزء الثاني من مسلسل  زمن البرغوت مع المخرج أحمد إبراهيم الأحمد والكاتب محمد الزيد.
وعن شخصيته في العمل قال: أحل بديلا عن الممثل محمد حداقي بشخصية صفوان، وهو شاب محرك للشر في العمل، ويعمل على إيقاع الفتن بين الناس والدخول في مشكلات عويصة.
وتابع: المختلف في هذه الشخصية أن نهايتها لا تكون وخيمة كما درجت العادة في مسلسلات من هذا النوع.
ويشارك رامز في مسلسل  سكر وسط مع المخرج المثنى صبح وعن دوره يقول : أجسد شخصية جميل وهو شاب ينحرف نحو زوايا الفساد والسلبيات في المجتمع، وذلك لغياب البيئة الحاضنة للشباب في مجتمعنا.
وتابع: أنا ضيف في هذا العمل ولحلقتين فقط.. وهو مسلسل اجتماعي فيه من الطرافة الكثير
كشف الممثل السوري رامز الأسود عن الشخصية التي يؤديها في الجزء الثاني من مسلسل زمن البرغوت مع المخرج أحمد إبراهيم الأحمد والكاتب محمد الزيد، والذي سيعرض خلال شهر رمضان.
وقال رامز أنه حل بديلاً عن الفنان محمد حداقي في بطولة هذه الشخصية التي اعتبرها مؤثرة في بعض مجريات العمل.
وأضاف: “أؤدي شخصية “صفوان”، الشاب السلبي الذي يمضي حياته بلا أدنى قيمة، ويكون مثيراً للمشاكل والفتن، ومحباً للاشتباك مع أهل الحارة”.
وتابع: “يتغلغل النفاق في نفسية “صفوان”، ويجنح نحو الكذب في كل ما يقوم به تجاه الآخرين، ويطرح مبدأ “الغاية تبرر الوسيلة”، ليبرر كل سلوكياته تجاه الناس”.
وأكد أسود أن نهاية “صفوان” ستكون وخيمة ومتناسبة تماماً مع سلوكياته التي عانى منها الناس كثيراً.
واعتبر رامز الجزء الثاني استمرارية للتألق الذي ظهر عليه العمل في العام الماضي، رافضاً الحديث عن رأيه بحلول ممثلين مكان آخرين.
ويعتبر رامز أسود من الوجوه الفنية المبشرة في سوريا وبخاصة لتنويعه ما بين الدراما، السينما والمسرح، كما يعتبر وزميله نوار بلبل، أبرز وجهين صاعدين على خشبة المسرح في السنوات العشر الأخيرة .

## وصلات خارجية
- رامز الأسود على موقع IMDb (الإنجليزية)
- رامز الأسود على موقع قاعدة بيانات الأفلام العربية